# Windlust (Noordwolde)
Windlust is een achtkante windmolen in Noordwolde uit 1859. De molen heeft als functie korenmolen. In 1880 werd de molen verhoogd tot stellingmolen.
In de 1921 werd door molenbouwer Ten Zijthoff uit Deventer een uit Kassel afkomstige Schleß und Rossmann Petroleummotor geplaatst. Deze fabriek werd in 1954 gesloten en daarom bezit Noordwolde waarschijnlijk een van de laatste bedrijfsvaardige motoren van deze fabriek.
Sinds begin jaren vijftig werd de molen niet meer ingezet om te malen. De molen was tot 1968 eigendom van de familie Timmerman, daarna van Stichting de Oosthoek. De molen werd in 1961 gerestaureerd, maar draaide weinig. Sinds 1976 wordt de molen door vrijwilligers op bijna elke zaterdag draaiende gehouden.
Begin 2007 raakte de molen door storm beschadigd, maar al spoedig gerestaureerd.